# Сабата, Виктор де
Ви́ктор де Са́бата (итал. Victor de Sabata; 10 апреля 1892[…], Триест — 11 декабря 1967[…], Санта-Маргерита-Лигуре, Лигурия) — итальянский дирижёр и композитор.

## Ранняя жизнь
Сабата родился в семье хормейстера Амедео де Сабаты и Розиты Тедески (еврейки). Обучался в Миланской консерватории у Микеле Саладино (контрапункт и фуга), Джакомо Орефиче (композиция), Гульельмо Андреоли-младшего (фортепиано). В 1910 он окончил консерваторию, представив в качестве дипломной работы по композиции Сюиту для оркестра. В ближайшие несколько лет Сабата активно занимался композиторской деятельностью, завоевав успех у публики, в частности, оперой «Скала» (Il macigno; 1917) и симфонической поэмой «Ювентус», которая исполнялась такими известными дирижёрами, как Артуро Тосканини и Рихард Штраус. Он также занимался педагогической деятельностью. Одной из его учениц была композитор Джулия Рекли

## Дирижёрская карьера
Дирижёрская карьера Сабаты началась в 1918 году в Италии, затем продолжилась в оперном театре Монте-Карло, где под его управлением прошла премьера оперы Равеля «Дитя и волшебство» и первое исполнение на французской сцене «Ласточки» Пуччини. В феврале 1930 Сабата дебютировал в театре «Ла Скала» с оперой Пуччини «Девушка с Запада», а уже в декабре того же года с огромным успехом исполнил там же «Тристана и Изольду» Вагнера. Вплоть до начала Второй мировой войны Сабата работал почти исключительно в Италии, однако в 1937 и 1939 вместе с труппой Ла Скала гастролировал в Третьем Рейхе (Берлин, Мюнхен, Байройт). После войны Сабата возобновил широкую гастрольную деятельность, в частности, в 1946 впервые выступив в Лондоне. В конце 1940-х — начале 1950-х дирижёр работал с оркестрами Берлина, Вены, Чикаго, Нью-Йорка, Филадельфии, Бостона, но в 1953 из-за ухудшившегося здоровья вынужден был оставить дирижёрский пост. С 1953 Сабата был в «Ла Скала» консультантом по художественным вопросам, лишь один раз вновь встав за дирижёрский пульт — в 1957 году на похоронах Тосканини.
Сабата — выдающийся представитель итальянской дирижёрской школы, по стилю приближающийся к Тосканини. В его репертуаре, простиравшемся от Моцарта до Стравинского, особое место занимала музыка Вагнера, Рихарда Штрауса, Дебюсси, Равеля, Сибелиуса, Пуччини, а также современных ему итальянских композиторов, таких как Умберто Джордано, Итало Монтемецци, Отторино Респиги, Эрманно Вольф-Феррари, Винченцо Томмазини. Среди записей, сделанных дирижёром, выделяется «Тоска» Пуччини с Марией Каллас, Джузеппе ди Стефано и Тито Гобби в главных партиях.
Дочь Сабаты Элиана, киносценарист, вышла замуж за дирижёра Альдо Чеккато, впоследствии отдавшего дань уважения своему тестю записью диска с его симфоническими поэмами для студии Hyperion Records. Внучка Сабаты Изабелла замужем за дирижёром Джоном Элиотом Гардинером.